# Bernhard Glass
Bernhard Glass (n. 6 noiembrie 1957, Stapelburg, Saxonia-Anhalt, Germania) este un sănier german, medaliat olimpic. A participat la o ediție a Jocurilor Olimpice (1980) în care a câștigat o medalie de aur.

## Participări
Lista de mai jos prezintă principalele competiții la care a participat Bernhard Glass de-a lungul carierei.
- Sanie la Jocurile Olimpice de iarnă din 1980 – simplu masculin[*]